# 尹长民
尹长民（1923年10月—2009年10月），中国动物学家。

## 生平
尹长民1923年出生于江西清江（今江西樟树），1945年毕业于中正大学生物系，1956年加入中国共产党。历任南昌大学讲师，湖南师范大学副教授、教授，1981年11月至1983年11月擔任湖南師範學院（今湖南师范大学）院長。
尹長民是一名動物學家，專長於蛛形学，发表学术论文160余篇，发现并发表蛛形新种300多种。她还曾擔任中共第十二届中央候补委员、中央委员，第十三届中央候补委员，中共十四大代表，是中共湖南省委常委，政协湖南省第五届委员会副主席、党组书记，政协湖南省第六届委员会副主席。